# فهرست قنات‌های شهرستان قروه
جدول زیر براساس آمار وزارت جهاد کشاورزی تهیه شده‌است. فهرست زیر قنات‌های شهرستان قروه در استان کردستان را نشان می‌دهد.
| نام قنات        | موقعیت                    | نزدیک‌ترین روستا | طول قنات (متر) | تعداد میله چاه | عمق مادر چاه | دبی (لیتر بر ثانیه) | سطح زیر کشت (هکتار) |
| --------------- | ------------------------- | --------------- | -------------- | -------------- | ------------ | ------------------- | ------------------- |
| حاجی‌آباد        | بخش مرکزی شهرستان قروه    | حاجی‌آباد        | ۱۲۰۰           | ۲۰             | ۱۵           | ۷                   | ۳۰                  |
| سرچشمه          | بخش مرکزی شهرستان قروه    | وینار           | ۱۵۰            | ۳              | ۳            | ۸۰                  | ۱۰۰                 |
| سریش‌آباد        | بخش سریش‌آباد شهرستان قروه | سریش‌آباد        | ۳۰۰            | ۳۰             | ۱۰           | ۵۰                  | ۱۰۰                 |
| شش دانگی        | بخش مرکزی شهرستان قروه    | اتیلاق          | ۶۰۰            | ۱۵             | ۱۰           | ۱۰                  | ۶۰                  |
| قازی‌آباد        | بخش مرکزی شهرستان قروه    | بلبلان‌آباد      | ۲۰۰            | ۱۰             | ۷            | ۱۰                  | ۴۰                  |
| قاسم‌آباد        | بخش مرکزی شهرستان قروه    | قاسم‌آباد        | ۱۵۰۰           | ۲۵             | ۱۵           | ۸                   | ۵۰                  |
| قنات بالا       | بخش مرکزی شهرستان قروه    | شکوه‌آباد        | ۲۰۰۰           | ۳۵             | ۲۰           | ۱۲                  | ۶۰                  |
| قنات عمومی      | بخش مرکزی شهرستان قروه    | قلعه            | ۳۰۰            | ۳۰             | ۲۲           | ۸۰                  | ۱۵۰                 |
| قنات پائین      | بخش مرکزی شهرستان قروه    | شکوه‌آباد        | ۳۰۰۰           | ۴۰             | ۲۵           | ۲۵                  | ۱۱۰                 |
| محمودآباد       | بخش مرکزی شهرستان قروه    | محمودآباد       | ۳۰۰            | ۴              | ۱۰           | ۵۰                  | ۷۰                  |
| کاریز           | بخش مرکزی شهرستان قروه    | دوسه            | ۱۰۰۰           | ۶۰             | ۸            | ۱۰                  | ۵۰                  |
| کانی کبوتر خانه | بخش مرکزی شهرستان قروه    | شوراب حاجی      | ۱۵۰۰           | ۱۰۰            | ۱۰           | ۲۵                  | ۵۰                  |